# Henry Sidney, I conte di Romney
Henry Sidney (Parigi, 8 aprile 1641 – Londra, 8 aprile 1704) è stato un nobile e politico inglese, primo conte di Romney.

## Biografia
Nacque a Parigi l'8 aprile 1641 ed era figlio di Robert Sidney, II conte di Leicester e di Dorothy Percy.
Entrò a far parte del Parlamento nel 1679 e come statista fu uno dei Sette immortali (di fatto l'autore della lettera) che chiesero al protestante Guglielmo d'Orange di prendere il trono inglese attraverso la Gloriosa rivoluzione;Giacomo II d'Inghilterra infatti fu deposto secondo la norma atta ad escludere il fratello cattolico di Carlo II d'Inghilterra dalla successione.
Guglielmo creò Henry Barone Milton e visconte Sydney nel 1689.
Henry fu presente nella battaglia del Boyne del 1690 e successivamente venne assunto dal re come inviato all'Aia e come Lord luogotenente d'Irlanda tra il 1692 e il 1693. Venne creato conte di Romney nel 1694 ma iniziò a perdere il favore a corte sotto il regno di Anna di Gran Bretagna.
Henry occupò il posto di Master-General of the Ordnance dal 1693 al 1702 inoltre fu Tenente generale e colonnello del Primo Reggimento delle Guardie a piedi (Grenadier Guard).
Morì a Londra l'8 aprile 1704, nel giorno del suo 63º compleanno.
La Biblioteca dell'Università di Nottingham è in possesso della corrispondenza tra Hans William Bentinck, I conte di Portland e Sidney. Inoltre sopravvivono 98 lettere tra Sidney e George Legge, I barone Dartmouth, che includono carte scritte da Dartmouth durante la sua reclusione alla Torre di Londra.

## Ascendenza
|                                         |                                           |                                   | Genitori                                   |  |  | Nonni |  |  | Bisnonni     |  |  | Trisnonni      |  |
|                                         |                                           |                                   |                                            |  |  |       |  |  | Henry Sidney |  |  | William Sidney |  |
|                                         |                                           |                                   |                                            |  |  |       |  |  | Henry Sidney |  |  | William Sidney |  |
|                                         |                                           | Anne Packenham                    |                                            |  |  |       |  |  | Henry Sidney |  |  |                |  |
| Robert Sidney, I conte di Leicester     |                                           |                                   |                                            |  |  |       |  |  | Henry Sidney |  |  |                |  |
|                                         |                                           | Mary Dudley                       | John Dudley, I duca di Northumberland      |  |  |       |  |  |              |  |  |                |  |
|                                         |                                           | Mary Dudley                       | John Dudley, I duca di Northumberland      |  |  |       |  |  |              |  |  |                |  |
|                                         |                                           | Mary Dudley                       | Jane Guildford                             |  |  |       |  |  |              |  |  |                |  |
| Robert Sidney, II conte di Leicester    |                                           | Mary Dudley                       |                                            |  |  |       |  |  |              |  |  |                |  |
|                                         |                                           | John Gamage                       | Robert Gamage                              |  |  |       |  |  |              |  |  |                |  |
|                                         |                                           | John Gamage                       | Robert Gamage                              |  |  |       |  |  |              |  |  |                |  |
|                                         |                                           | John Gamage                       | Jane Champernowne                          |  |  |       |  |  |              |  |  |                |  |
| Barbara Gamage                          |                                           | John Gamage                       |                                            |  |  |       |  |  |              |  |  |                |  |
|                                         |                                           | Gwenllian verch Thomas            | Thomas ap Jenkin ap Thomas ap Hywel Powell |  |  |       |  |  |              |  |  |                |  |
|                                         |                                           | Gwenllian verch Thomas            | Thomas ap Jenkin ap Thomas ap Hywel Powell |  |  |       |  |  |              |  |  |                |  |
|                                         |                                           | Gwenllian verch Thomas            | Catrin ferch Morgan ab Ieuan ap Morgan     |  |  |       |  |  |              |  |  |                |  |
| Henry Sidney, I conte di Romney         |                                           | Gwenllian verch Thomas            |                                            |  |  |       |  |  |              |  |  |                |  |
|                                         | Henry Percy, VIII conte di Northumberland | Thomas Percy                      |                                            |  |  |       |  |  |              |  |  |                |  |
|                                         | Henry Percy, VIII conte di Northumberland | Thomas Percy                      |                                            |  |  |       |  |  |              |  |  |                |  |
|                                         | Henry Percy, VIII conte di Northumberland | Eleanor Harbottle                 |                                            |  |  |       |  |  |              |  |  |                |  |
| Henry Percy, IX conte di Northumberland | Henry Percy, VIII conte di Northumberland |                                   |                                            |  |  |       |  |  |              |  |  |                |  |
|                                         |                                           | Catherine Neville                 | John Neville, IV barone Latimer            |  |  |       |  |  |              |  |  |                |  |
|                                         |                                           | Catherine Neville                 | John Neville, IV barone Latimer            |  |  |       |  |  |              |  |  |                |  |
|                                         |                                           | Catherine Neville                 | Lucy Somerset                              |  |  |       |  |  |              |  |  |                |  |
| Dorothy Percy                           |                                           | Catherine Neville                 |                                            |  |  |       |  |  |              |  |  |                |  |
|                                         |                                           | Walter Devereux, I conte di Essex | Richard Devereux                           |  |  |       |  |  |              |  |  |                |  |
|                                         |                                           | Walter Devereux, I conte di Essex | Richard Devereux                           |  |  |       |  |  |              |  |  |                |  |
|                                         |                                           | Walter Devereux, I conte di Essex | Dorothea Hastings                          |  |  |       |  |  |              |  |  |                |  |
| Dorothy Devereux                        |                                           | Walter Devereux, I conte di Essex |                                            |  |  |       |  |  |              |  |  |                |  |
|                                         |                                           | Lettice Knollys                   | Francis Knollys                            |  |  |       |  |  |              |  |  |                |  |
|                                         |                                           | Lettice Knollys                   | Francis Knollys                            |  |  |       |  |  |              |  |  |                |  |
|                                         |                                           | Lettice Knollys                   | Catherine Carey                            |  |  |       |  |  |              |  |  |                |  |
|                                         |                                           | Lettice Knollys                   |                                            |  |  |       |  |  |              |  |  |                |  |